# Eochaid de Escocia
Eochaid de Escocia (muerto en 889) fue rey de Escocia del 878 al 889, y reina conjuntamente con su hermano Giric. Era hijo del rey Run de Strathclyde y nieto, por línea materna, de Kenneth I. Él y su hermano fueron vencidos por los vikingos en Dollar (Stirling) en 875 y se tuvieron que guarecer en Perth.
| Predecesor: Aedh I | Rey de Escocia 878–889 | Sucesor: Donald II |

- Datos: Q448307